# Frederik Storm
Frederik Storm (* 20. Februar 1989 in Gentofte) ist ein deutsch-dänischer Eishockeyspieler, der seit Juni 2023 bei den Kölner Haien aus der Deutschen Eishockey Liga (DEL) unter Vertrag steht und dort auf der Position des linken Flügelstürmers spielt. Zuvor war Storm unter anderem acht Spielzeiten bei den Malmö Redhawks in Schweden aktiv, mit denen er in diesem Zeitraum in die Svenska Hockeyligan (SHL) aufstieg, und verbrachte drei Jahre beim ERC Ingolstadt in der DEL.

## Karriere

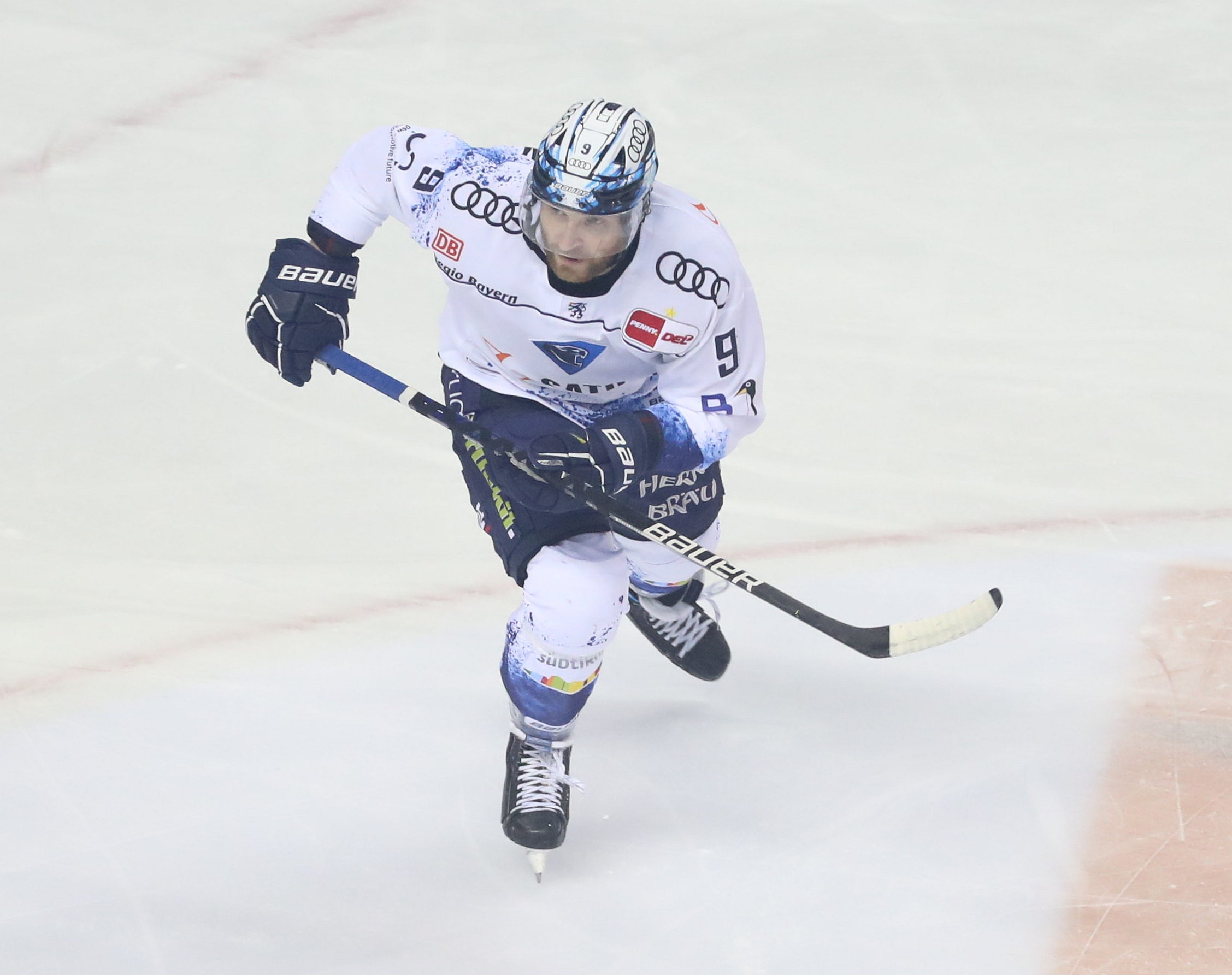
Storm im Trikot des ERC Ingolstadt (2021)

Storm begann seine Karriere als Eishockeyspieler in der Nachwuchsabteilung des IC Gentofte, für dessen Seniorenmannschaft er in der Saison 2004/05 sein Debüt in der zweiten dänischen Spielklasse, der 1. division, gab. Anschließend wechselte der Flügelspieler zu den Herlev Hornets, für deren Profimannschaft er von 2005 bis 2009 in der AL-Bank Ligaen spielte. Zur Saison 2009/10 wechselte er innerhalb der Liga zu SønderjyskE, mit dem er auf Anhieb den dänischen Meistertitel sowie den nationalen Pokalwettbewerb gewann. In der folgenden Spielzeit gewann er mit der Mannschaft erneut den dänischen Pokalwettbewerb. 
Zur Saison 2011/12 kehrte Storm zu den Herlev Eagles zurück. Dort konnte er mit 48 Scorerpunkten in insgesamt 44 Spielen überzeugen und wurde sowohl in das All-Star-Team als auch zum besten Spieler der Liga gewählt. Anschließend wurde er von den Malmö Redhawks aus der Allsvenskan, der zweiten schwedischen Spielklasse, verpflichtet. Mit dem Klub aus Schonen stieg er 2015 in die Svenska Hockeyligan (SHL) auf. Nach acht Jahren in Malmö erhielt Strom im August 2020 einen Vertrag beim ERC Ingolstadt aus der Deutschen Eishockey Liga (DEL). Mit dem ERCI erreichte er in der Saison 2022/23 die Finalserie um die Deutsche Meisterschaft, die allerdings gegen den EHC Red Bull München verloren ging. Anschließend verließ der Däne den Klub nach drei Spielzeiten und wechselte im Sommer 2023 innerhalb der DEL zu den Kölner Haien. Im August 2024 erhielt er die deutsche Staatsbürgerschaft.

### International
Für Dänemark nahm Storm im Juniorenbereich an der U18-Junioren-Weltmeisterschaft der Division I 2007 sowie der U20-Junioren-Weltmeisterschaft der Division I 2009 teil. Dabei gelang ihm, sein Team bei der U18-Junioren-Weltmeisterschaft als Mannschaftskapitän in die Top-Division zu führen.
Im Seniorenbereich stand er bei den Weltmeisterschaften 2011, 2012, 2013, 2014, 2015, 2016, 2017, 2018, 2019, 2021, 2022, 2023 und 2024 im Aufgebot seines Landes. Zudem vertrat er sein Heimatland bei den Qualifikationsturnieren zu den Olympischen Winterspielen 2014 im russischen Sotschi, 2018 im südkoreanischen Pyeongchang, 2022 in Peking sowie 2026 im italienischen Mailand. Für die Olympischen Winterspiele 2022 und 2026 gelang dabei die Qualifikation.

## Erfolge und Auszeichnungen
| - 2010 Dänischer Meister mit SønderjyskE - 2010 Wertvollster Spieler der AL-Bank-Ligaen-Playoffs - 2010 Dänischer Pokalsieger mit SønderjyskE - 2011 Dänischer Pokalsieger mit SønderjyskE - 2012 Spieler des Jahres der AL-Bank Ligaen | - 2012 AL-Bank Ligaen All-Star-Team - 2015 Aufstieg in die Svenska Hockeyligan mit den Malmö Redhawks - 2023 Deutscher Vizemeister mit dem ERC Ingolstadt - 2025 Deutscher Vizemeister mit den Kölner Haien |

### International
- 2007 Aufstieg in die Top-Division bei der U18-Junioren-Weltmeisterschaft der Division I, Gruppe B

## Karrierestatistik
Stand: Ende der Saison 2024/25

### International
Vertrat Dänemark bei:
| - U18-Junioren-Weltmeisterschaft der Division I 2007 - U20-Junioren-Weltmeisterschaft der Division I 2009 - Weltmeisterschaft 2011 - Weltmeisterschaft 2012 - Qualifikationsturnier für die Olympischen Winterspiele 2014 - Weltmeisterschaft 2013 - Weltmeisterschaft 2014 - Weltmeisterschaft 2015 - Weltmeisterschaft 2016 - Qualifikationsturnier für die Olympischen Winterspiele 2018 | - Weltmeisterschaft 2017 - Weltmeisterschaft 2018 - Weltmeisterschaft 2019 - Weltmeisterschaft 2021 - Qualifikationsturnier für die Olympischen Winterspiele 2022 - Olympischen Winterspielen 2022 - Weltmeisterschaft 2022 - Weltmeisterschaft 2023 - Weltmeisterschaft 2024 - Qualifikationsturnier für die Olympischen Winterspiele 2026 |

(Legende zur Spielerstatistik: Sp oder GP = absolvierte Spiele; T oder G = erzielte Tore; V oder A = erzielte Assists; Pkt oder Pts = erzielte Scorerpunkte; SM oder PIM = erhaltene Strafminuten; +/− = Plus/Minus-Bilanz; PP = erzielte Überzahltore; SH = erzielte Unterzahltore; GW = erzielte Siegtore; 1 Play-downs/Relegation; Kursiv: Statistik nicht vollständig)